# Gonatobotryum apiculatum
Gonatobotryum apiculatum är en svampart som först beskrevs av Peck, och fick sitt nu gällande namn av S. Hughes 1953. Gonatobotryum apiculatum ingår i släktet Gonatobotryum, divisionen sporsäcksvampar och riket svampar.   Inga underarter finns listade i Catalogue of Life.